# Master of the Household of Scotland
Das erbliche Amt des Master of the Household (oder Great Master of His Majesty's Household in Scotland) ist eines der Great Offices am königlichen Hof von Schottland. Der derzeitige Amtsinhaber ist Torquhil Campbell, 13. Duke of Argyll.

## Geschichte des Amtes
Seit der Regierungszeit Jakob IV. wurde das Amt von den Earls of Argyll bekleidet. Der erste Amtsinhaber der Campbells war Archibald Campbell, 2. Earl of Argyll. Es wurde für Archibald Campbell, 9. Earl of Argyll durch eine charter of novodamus im Jahr 1667 erblich bestätigt und wird bis zum heutigen Tag von den Dukes of Argyll bekleidet.
Archibald Campbell, 7th Earl of Argyll fiel im August 1594 in Ungnade und dadurch übernahm Robert Seton, 6th Lord Seton das Amt des Master of the Household während der Taufe von Prince Henry im Stirling Castle.

## Aufgaben, Rangordnung und Insignien
In der Rangordnung für Schottland für Männer steht der Master of the Household an 16. Stelle nach dem König hinter dem Hereditary High Constable of Scotland und vor den Herzögen. Der Amtsträger erhielt zudem einen Stab, welcher auch auf dem Wappen repräsentiert wird.
Zu den Aufgaben des Master of the Household gehören die Personalbesetzung und die Verwaltung aller königlicher Residenzen in Schottland.